# 第一太平
第一太平有限公司（港交所：0142），（OTCBB：FPAFY
）是一家在香港交易所上市的綜合企業公司。主要業務是電訊、消費食品產品、地產及運輸。公司在百慕達註冊，林逢生家族公司持有44.3%的股權，主席為林逢生。這個是1988年由第一太平實業和第一太平國際合併設立的。
2011年3月30日，旗下菲律賓上市聯營公司PLDT，同意以692億披索（相等於124億港元），購買Digital Telecommunications Philippines約51.55%權益，並認購Digitel所發行於2013年及2014年到期、186億股Digitel股份的零票息可轉換債券。有關交易將全數以PLDT發行之新股份支付，作價為每2500披索（相等於449.3港元），發行一股PLDT新股份。一太原持有26.47%PLDT，交易後將攤薄至22.84%，為保持PLDT持股水平25%，一太已與PLDT股東JGS達成協議，向JGS購買581萬股PLDT。Digitel全資持有菲律賓三大無線通訊公司Sun Cellular
2013年3月4日第一太平持有六成權益附屬公司FPM Power，斥資6億坡元（約38.05億港元），收購新加坡一個天然氣發電廠建造項目七成權益
2013年9月2日第一太平旗下Indofood表示，將以每股1.12新加坡元（折合約6.82港元），收購閩中食品全部股份，估值約在7.34億坡元（約44.7億港元）。公司目前持有中國閩中食品33.49%左右股份
2013年11月15日第一太平持有50.1％權益附屬公司Indofood印多福與日本朝日共同成立各佔50%的權益合資公司斥資2.2萬億印尼盾（相等於約1.913億美元或15億港元），收購印尼「CLUB」瓶裝水公司之若干有形資產，包括土地、樓宇、機器、汽車、家具及裝置、商標及存貨，以及若干無形資產，包括CLUB品牌
2014年7月新加坡主權基金GIC以17.86億元收購MPIC的醫院業務39.9%權益
2017年6月14日第一太平旗下聯營公司Metro Pacific Investment Corporation（MPIC）以218億菲律賓披索（相等於約4.395億美元或34億港元）購買其合營公司Beacon餘下25%的股權。收購事項完成後，MPIC於Meralco的實際經濟權益由約41.2%增加至約45.5%

## 資產
- Indofood50.1%
- PT Indofood CBP Sukses Makmur

ICBP負責進行Indofood有關麵食、食物原料、包裝、餅乾、乳製品、食品調味料、零食以及營養及特別食品之品牌消費品業務
- Indolakto 68.57%  印尼第二大乳製品生產商
- 菲律賓長途電話公司（PLDT）25.6%
- Philex31.2%   菲律賓最大的黃金和銅生產商
- Metro Pacific Investment Corporation（MPIC）42％股權

菲律賓最大的基建投資管理及控股公司
- Meralco 45.5%菲律賓最大供電商

- 馬尼拉輕軌一號線55%

- 菲律賓ROXAS HOLDINGS  21.3%

- Maynilad  52.8% 菲律賓最大的供水公司，持有於馬尼拉大都會西部營運供水及排污系統特許經營權至2037年

- 新加坡FPM Power 68%股權

- PacificLight Power（PLP）70%

於新加坡經營燃氣發電業務
- 澳州古德曼菲爾德50%股權

澳洲具領導地位的食品公司

## 相關
- 第一太平實業
- 第一太平國際
- 第一太平特別資產
- 遠東銀行
- 康年銀行
- 第一太平銀行
- 新一系電器
- 營多撈麵

## 外部連線
- 第一太平有限公司官方網址 （页面存档备份，存于）